# Vének, Győr-Moson-Sopron
Vének  este un sat în districtul Győr, județul Győr-Moson-Sopron, Ungaria, având o populație de 175 de locuitori (2011). 

## Demografie
Componența etnică a satului Vének
     Maghiari (97,55%)
     Romi (2,45%)
Componența confesională a satului Vének
     Romano-catolici (60,57%)
     Fără religie (8%)
     Reformați (2,86%)
     Necunoscută (28,57%)
Conform recensământului din 2011, satul Vének avea 175 de locuitori. Din punct de vedere etnic, majoritatea locuitorilor (97,55%) erau maghiari, cu o minoritate de romi (2,45%).  Din punct de vedere confesional, majoritatea locuitorilor (60,57%) erau romano-catolici, existând și minorități de persoane fără religie (8,0%) și reformați (2,86%). Pentru 28,57% din locuitori nu este cunoscută apartenența confesională.